# رزية صينية
رزية صينية (الاسم العلمي: Oryzopsis chinensis) هي نوع نباتي يتبع جنس الرزية من فصيلة النجيلية.